# (13055) Kreppein
(13055) Kreppein est un astéroïde de la ceinture principale.

## Description
(13055) Kreppein est un astéroïde de la ceinture principale. Il fut découvert le 14 octobre 1990 à Tautenburg par Lutz Dieter Schmadel et Freimut Börngen. Il présente une orbite caractérisée par un demi-grand axe de 2,69 UA, une excentricité de 0,17 et une inclinaison de 13,7° par rapport à l'écliptique.

## Compléments